# 1683
1683 (MDCLXXXIII) fue un año común comenzado en viernes, según el calendario gregoriano.

## Acontecimientos
- 12 de febrero: Tratado Provisorio entre Portugal y España. Colonia del Sacramento pasa a la administración lusitana con el nombre de Nova Colonia do Sacramento, permanecería en poder de los portugueses hasta 1705.
- 12 de septiembre: Segundo sitio de Viena por los otomanos.
- 17 de septiembre: Anton van Leeuwenhoek, científico neerlandés, observa por primera vez al microscopio una bacteria.
- 23 de junio: William Penn firma el Tratado de la Tierra con los indios americanos.

## Nacimientos
- 28 de febrero: René Antoine Ferchault de Réaumur, físico francés (f. 1757).
- 31 de mayo: Jean-Pierre Christin, físico francés (f. 1755).
- 7 de septiembre: María Ana de Austria, aristócrata austriaca y reina de Portugal.
- 25 de septiembre: Jean-Philippe Rameau, compositor francés de la época barroca (f. 1764).
- 19 de diciembre: Felipe V, rey español (f. 1746).

## Fallecimientos
- 7 de enero: Manuel Lobo (47), gobernador y militar portugués; encarcelado (n. 1635).
- Turhan Hatice Sultan, Madre de Mehmed IV y consorte principal de Ibrahim I.
- 19 de marzo: Thomas Killigrew, dramaturgo británico (n. 1612).
- 30 de julio: María Teresa de Austria, esposa del rey Luis XIV de Francia (n. 1638).
- 6 de septiembre: Jean-Baptiste Colbert, político francés, ministro del rey Luis XIV (n. 1619).
- 15 de diciembre: Izaac Walton, escritor británico.